# Heydar Aliyev
Pour les articles homonymes, voir Aliyev et Gaydar.
Heydar Aliyev, né le 10 mai 1923 à Nakhitchevan (RSS d'Azerbaïdjan, URSS) et mort le 12 décembre 2003 à Cleveland (Ohio, États-Unis), transcrit le plus souvent en Gaydar Aliev, selon la transcription utilisée, est un homme d'État azerbaïdjanais, président de la république d'Azerbaïdjan d'octobre 1993 à octobre 2003,.
Heydar Aliyev a joué un rôle important dans la vie politique et économique de l'Azerbaïdjan pendant une trentaine d'années. Il est marié à Zarifa Aliyeva (Zərifə Əziz qızı Əliyeva), qui meurt en 1985, et laisse à sa mort un fils et une fille. C'est ce fils, Ilham Aliyev, qui lui succède à la présidence de la République,,,,,,.
Le régime établi par Heydar Aliyev est régulièrement décrit comme dictatorial,,,,, ou autoritaire,,, et répressif. Il est également critiqué pour avoir dirigé un État policier lourd, truqué les élections et muselé les médias,, d'autres commentateurs soutenant toutefois que sa politique équilibrée a apporté la stabilité à l'Azerbaïdjan,.

## Carrière de Heydar Aliyev sous l'ère soviétique
Aliyev a rejoint le Commissariat populaire pour la sécurité de l'État (NKGB) de la RSS d'Azerbaïdjan en 1944. En 1954, dans le cadre d'une réforme gouvernementale, NKGB est devenu le Comité de la sécurité de l'État ou le KGB. Aliyev monta rapidement au sein de l'agence au rang de major-général, devint vice-président du KGB d'Azerbaïdjan en 1964, son président en 1967 et accéda au grade de général de division.
Heydar Aliyev a entretenu le secret sur le début de sa vie, et les détails en sont incertains. Il prétendait être né dans une famille ouvrière de la république socialiste soviétique autonome de Nakhitchevan, mais d'autres sources suggèrent qu'il est peut-être né en Arménie. Sa date de naissance est également douteuse. Il a aussi déclaré avoir étudié à l'université d'État d'Azerbaïdjan à Bakou et y avoir obtenu un diplôme en histoire. Il semblerait cependant qu'il ait plutôt suivi les cours de l'Académie du ministère de la Sécurité d'État à Leningrad.
Il rejoint la section azerbaïdjanaise du KGB en 1944. Il en gravit les échelons un à un jusqu'à en devenir le vice-président en 1964, puis le président en 1967. Deux ans plus tard, en 1969, alors que Léonid Brejnev est premier secrétaire du Parti communiste de l'Union soviétique, Heydar Aliyev est nommé au poste de premier secrétaire du Comité central du Parti communiste d'Azerbaïdjan. En 1976 il devient membre sans droit de vote du Politburo du Parti communiste de l'Union soviétique. Il occupe ce poste jusqu'en décembre 1982 quand Iouri Andropov le promeut à celui de vice-premier ministre de l'URSS. Heydar Aliyev devient du même coup le premier musulman membre de plein droit du Politburo. Il prend en charge la responsabilité des transports et des services sociaux.
Sa cote baissera à partir de la nomination en 1985 de Mikhaïl Gorbatchev au poste de premier secrétaire du Parti. Son orientation politique est désormais un handicap à l'heure de la Perestroïka. Sa disgrâce devient publique quand la Pravda, le journal du Parti, l'accuse de corruption, le qualifiant au passage d'« un des grands dinosaures communistes »[réf. nécessaire]. En octobre 1987, Gorbatchev donne un coup de balai sur la vieille garde brejnévienne et pousse Heydar Aliyev à démissionner du Politburo et de la direction du Parti communiste d'Azerbaïdjan, pour « raisons de santé ».

## Du KGB au président de la RSS d'Azerbaïdjan
En tant que chef de la branche du KGB en Azerbaïdjan, Aliyev a mené une campagne anti-corruption. Après celle-ci, il est devenu le président incontesté de l'Azerbaïdjan. Aliyev devint un candidat (non-votant) membre du Politburo soviétique en 1976. Il occupa ce poste jusqu'en décembre 1982, date à laquelle Yuri Andropov le promut au poste de premier vice-président du Conseil des ministres,,.

## Au Nakhitchevan
Le 21 août 1990, la présidence du Conseil suprême de la république socialiste soviétique de Nakhitchevan a approuvé la résolution sur la citoyenneté de la RSS de Nakhitchevan de Heydar Aliyev. Aux élections du 30 septembre 1990, il fut élu député populaire de la RSS d'Azerbaïdjan du district de Nehram et fut élu député populaire des ouvriers de l'usine de confection Tricho. Le Majlis suprême de la république autonome de Nakhitchevan a demandé au Conseil suprême de la RSS d'Azerbaïdjan de reconnaître ce drapeau comme symbole de l'État dans tout l'Azerbaïdjan. L'une des questions discutées lors de la première session du Majlis Suprême de l'AR de Nakhitchevan était l'estimation de la tragédie survenue le 20 janvier 1990. Le 21 novembre 1990, le Majlis suprême de l'AR de Nakhitchevan a approuvé la résolution « Sur l'estimation politique des événements survenus en janvier 1990 à Bakou » élaborée par Heydar Aliyev.
Le 3 septembre 1991, la session extraordinaire du Majlis suprême de la RA de Nakhitchevan a été convoquée. Dans cette session Heydar Aliyev a été élu à l'unanimité président du Majlis suprême.
L'un des succès de Heydar Aliyev au cours de son activité à Nakhitchevan a été l'approbation du point culminant du jour de l'unité et de la solidarité des Azerbaïdjanais du monde. Le 29 octobre 1991 a été célébrée la cérémonie d'inauguration du pont pro-union dans la région de Sadarak de la république autonome de Nakhitchevan entre l'Azerbaïdjan et la Turquie, construite sur la rivière Araz grâce aux efforts de H. Aliyev. Le 24 mars 1992, Heydar Aliyev et le Premier ministre de Turquie, Suleyman Demirel, ont signé le protocole sur le renforcement de la coopération dans le domaine de l'économie, des transports et des communications entre la Turquie et le Nakhitchevan[réf. souhaitée]. Le 28 mai 1992, l'inauguration du pont Umid sur la rivière Araz entre Nakhitchevan et la Turquie a été inaugurée.
La session extraordinaire du Conseil suprême de l'Azerbaïdjan a adopté une résolution sur l'approbation du libellé de l'article 112 de la Constitution azerbaïdjanaise, en vertu de laquelle le Président de l'Assemblée suprême du Nakhitchevan a été réintégré dans le poste de vice-président du Conseil suprême d'Azerbaïdjan. Nakhitchevan en mai a été le théâtre d'affrontements entre l'Azerbaïdjan et l'Arménie, alors que les forces arméniennes ont attaqué l'enclave azerbaïdjanaise. Les combats les plus violents dans la région ont eu lieu le 18 mai, quand il a été rapporté que les forces arméniennes ont occupé les collines qui entourent la ville Sadarak. Le 23 mai Aliyev a annoncé un cessez-le-feu unilatéral. Au début de septembre 1993, Heydar Aliyev a effectué une visite à Moscou, où il a rencontré le président Boris Eltsine, le premier ministre Viktor Tchernomyrdine, le Président du Conseil suprême Ruslan Jasbultov, le ministre des Affaires étrangères, Andrei Kozyrev et le ministre de la Défense Pável Grachov. Aliyev, a identifié sa visite comme « corriger les erreurs commises par la direction précédente de la République dans les relations avec la Russie. » Lors de sa visite, Aliyev a appelé à l'intégration de l'Azerbaïdjan dans la CEI, et depuis le 20 septembre, l'Assemblée nationale de l'Azerbaïdjan a adopté une décision sur l'intégration de la République dans la CEI.
De 1991 à 1993, il a été président de l'Assemblée suprême de la république autonome de Nakhitchevan et vice-président du Soviet suprême de la république d'Azerbaïdjan. Lors du Congrès constitutif du Parti Yeni Azerbaïdjan, tenu en 1993 dans la ville de Nakhitchevan, Heydar Aliyev a été élu président du parti.
En mai-juin 1993, lorsque la crise extrême du gouvernement s'est aggravée, le danger du début de la guerre civile et de la perte de l'indépendance a surgi dans le pays, le peuple azerbaïdjanais s'est levé et a demandé à Heydar Aliyev de prendre le pouvoir. Les dirigeants de l'époque ont été forcés d'inviter officiellement Heydar Aliyev à Bakou. Le 15 juin 1993, Heydar Aliyev a été élu président du Soviet suprême d'Azerbaïdjan. Le 25 juillet, conformément à la résolution de l'Assemblée nationale, il a commencé à exercer ses fonctions de président de la république d'Azerbaïdjan.

## Retour au pouvoir de Heydar Aliyev
Heydar Aliyev retourne dans son Nakhitchevan natal en 1990, tandis qu'Aïaz Mutalibov, plus jeune et partisan des réformes, devient premier secrétaire du Parti communiste d'Azerbaïdjan. C'est là qu'Aliyev va se réinventer. Il se redéfinit comme un nationaliste modéré et démissionne du Parti communiste en signe de protestation contre la répression brutale des manifestations de Bakou de janvier 1990 par les troupes soviétiques. Il se fait élire peu après député au parlement d'Azerbaïdjan et, en 1991, il est élu président de l'assemblée locale de la république autonome de Nakhitchevan. En 1992, il fonde son propre parti, le Parti du nouvel Azerbaïdjan (Yeni Azərbaycan Partiyası, YAP), dont il devient président.
L'Azerbaïdjan proclame son indépendance le 30 août 1991, mais elle ne sera reconnue comme telle par la communauté internationale qu'à la fin du mois de décembre. La période qui suit immédiatement la déclaration d'indépendance sera très sombre pour l'Azerbaïdjan, qui s'enfonce dans un conflit sanglant avec l'Arménie pour le contrôle de l'enclave du Haut-Karabagh appartenant à l'Azerbaïdjan, mais peuplée d'Arméniens. Le président nationaliste Aboulfaz Eltchibeï, qui a vite remplacé Moutalibov, se tourne en 1992 vers Heydar Aliyev pour soutenir son gouvernement. Aliyev est nommé vice-président du parlement d'Azerbaïdjan.
En 1993, l'Azerbaïdjan sombre dans le chaos et semble au bord de la guerre civile en raison des désastres militaires dans la guerre contre l'Arménie. Aboulfaz Eltchibeï doit fuir la capitale en juin à la suite d'une tentative de coup d'État. Heydar Aliyev exerce l'intérim du chef de l'État et, à la suite d'un marché conclu avec les instigateurs du putsch, il devient président du parlement d'Azerbaïdjan le 15 juin. L'assemblée l'élira président de la République par intérim neuf jours plus tard. Il est élu président de la République au suffrage universel le 3 octobre 1993 et prend ses fonctions le 10.
En mai 1994, Aliyev a conclu un accord de cessez-le-feu qui reste en vigueur à ce jour. Cependant, le conflit restait non résolu, avec le contrôle arménien sur le Haut-Karabagh.
Le 3 octobre 1993, à la suite du vote national, Heydar Aliyev a été élu président de la république d'Azerbaïdjan. Le 11 octobre 1998, après avoir recueilli aux élections, passé en haute activité de la population, 76,1 pour cent des voix, il a été réélu président de la république d'Azerbaïdjan. Heydar Aliyev, donnant son accord pour être candidat aux élections présidentielles du 15 octobre 2003, a renoncé à se présenter aux élections en raison de problèmes de santé.
Sous la direction d'Aliyev, le gouvernement a pris des mesures juridiques, politiques et économiques entre 1993 et 2003.
En outre, la Commission pour les réformes juridiques a été créée et la peine capitale a été abolie en 1998. L'institution du médiateur des droits de l'homme a été créée, des mécanismes d'amnistie et de pardon ont été mis en place. Simultanément, les réformes économiques globales, y compris la réforme agraire, ont été menées à bien; la privatisation de la propriété d'État a été lancée; les crises industrielles et agricoles ont été levées,.

## Heydar Aliyev, chef de l'État

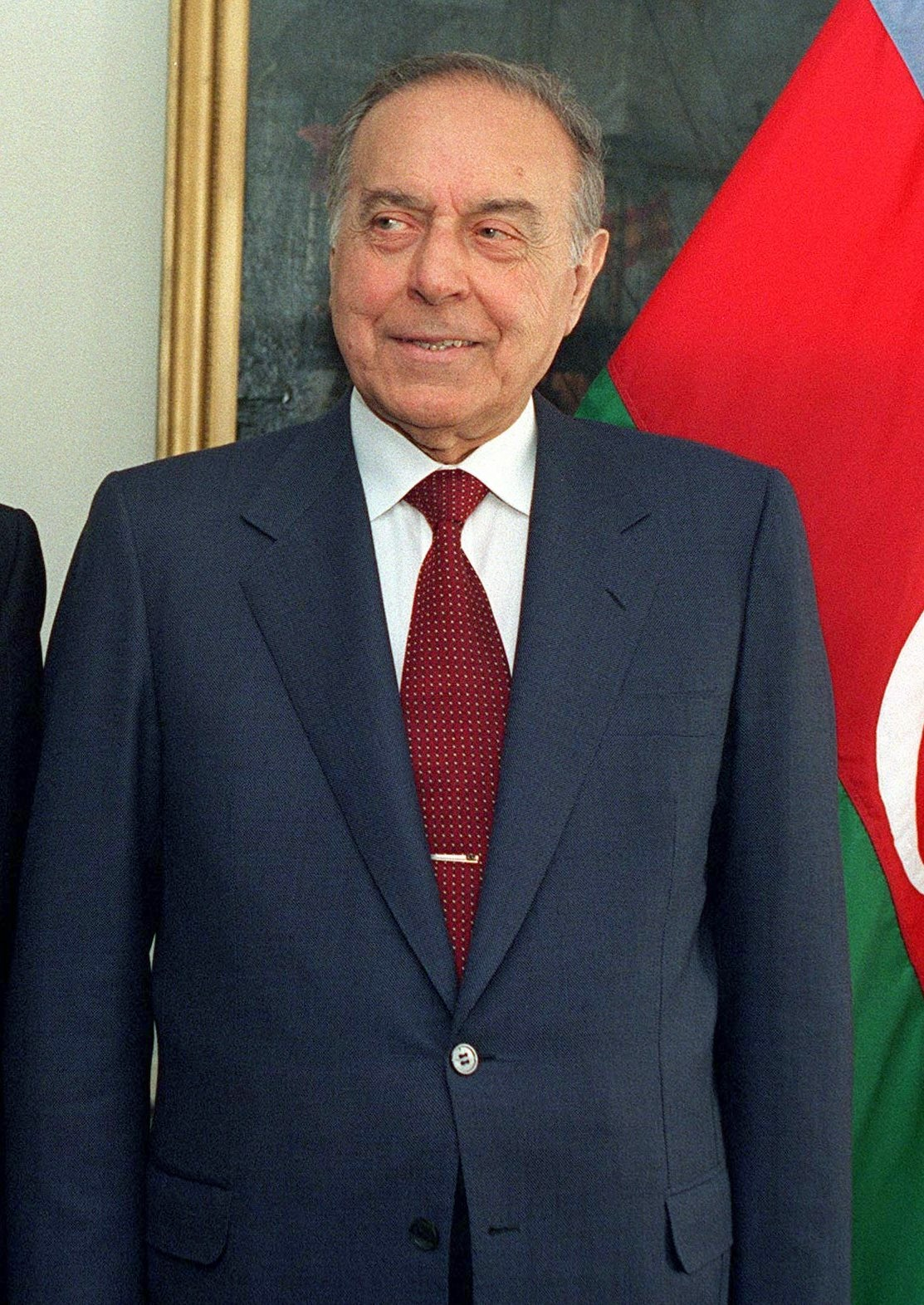
Heydar Aliyev en 1997.

Durant toute la décennie suivante, Heydar Aliyev dirigera son pays d'une main de fer, encourageant les investissements étrangers et réprimant toute dissidence politique.
Heydar Aliyev connaîtra de grands succès en attirant les compagnies multinationales à investir massivement dans l'industrie pétrolière. L'Azerbaïdjan dispose de vastes réserves en pétrole et en gaz naturel sous la mer Caspienne, mais elles ont été fort mal exploitées durant la période soviétique. En 1997, le président Aliyev signe un contrat mirobolant avec le consortium pétrolier AIOC. Il est également un des promoteurs du projet controversé de plusieurs milliards de dollars visant à relier Bakou à Ceyhan en Turquie par un oléoduc transitant par la Géorgie, évitant ainsi la Russie et l'Iran, au grand dam de ces deux puissances.
Heydar Aliyev essaie également, mais sans succès, de résoudre le conflit du Haut-Karabagh. Le bilan de celle-ci est estimé à 875 000 réfugiés et déplacés internes Azeris. Malgré l’adoption de quatre résolutions par le Conseil de sécurité des Nations unies,,,, une résolution de l’APCE, une résolution du Parlement européen ce conflit reste encore aujourd'hui irrésolu, les Arméniens contrôlent toujours le Haut-Karabagh et les territoires alentour et des centaines de milliers de réfugiés attendent encore en Azerbaïdjan.
Le président Aliyev fait l'objet d'une tentative d'assassinat en 1995, en représailles à ses tentatives de nettoyer le pays de l'influence de la mafia des casinos turque. La police n'a toujours pas capturé les mafieux en question, parmi lesquels se trouverait Abdullah Çatlı.

### Stabilisation politique intérieure
En mars 1995, Iskander Hamidov a été arrêté et condamné par la suite pour des crimes d'État, l'ancien ministre de l'Intérieur Iskander Hamidov (l'arrestation a coïncidé avec la répression de la révolte à Bakou); Le 31 mars, les activités de son parti « Bozgourd » ont été interdites, avec 4000 combattants entraînés pour 1994. Dans le même mois, les journalistes du journal humoristique TChechmya ont été accusés d'avoir insulté l'honneur et la dignité du président grâce à l'utilisation des médias. Le tribunal les a condamné à diverses peines d'emprisonnement de 2 à 5 ans (un mois après le prononcé du verdict, ils ont tous été amnistiés par décret présidentiel).
En août, il a été annoncé au sujet d'une tentative d'attentat contre la vie du président - soi-disant. « Le cas des généraux », selon lequel un groupe de conspirateurs, dont deux anciens vice-ministres de la Défense, allaient abattre un avion présidentiel du système de défense antiaérienne portable (MANPADS) de Strela-3M (les 23 accusés recevaient de 3 à 13 ans de prison). Sur la base du témoignage d'Agha Akhundov, le 2 octobre, le dirigeant du Parti travailliste, Saboutay Hajiyev, a été arrêté, qui, selon Akhundov, a remis plus de 300 armes pour organiser un coup d'État. Au cours des prochaines années, selon le centre des droits de l'homme de l'Azerbaïdjan, dans les pays de la CEI, un certain nombre de personnes ont été arrêtées et extradées vers les autorités azerbaïdjanaises (y compris l'ancien ministre de la Défense Gaziyev et le Premier ministre Huseynov), dont une grande partie a été accusée de coup d'État en octobre 1993 et mars 1995,.
Lors d'un référendum national tenu le 12 novembre 1995, la nouvelle Constitution de l'Azerbaïdjan a été adoptée.
Au milieu des années 1990 l'administration Aliyev a réussi à atteindre une relative stabilité politique intérieure dans le pays. Le régime politique qui s'est développé dans le pays a été décrit par de nombreux observateurs comme un régime de pouvoir personnel d'Aliyev et de ses plus proches associés. Les arrestations de journalistes indépendants et de militants de l'opposition, les raids au siège des partis, l'interdiction des rassemblements et des manifestations sont devenues un phénomène courant dans le pays,.
En 1999, Aliyev a subi une crise cardiaque et a été opéré pour un pontage aorto-coronarien. En février 2000, à l'Institut Johns Hopkins de Baltimore, il subit une opération liée à la cataracte de l'œil.
En février 2002, la clinique de Cleveland Heydar Aliyev a effectué une opération sur la prostate et, en février de l'année suivante, il a subi une opération pour enlever la hernie inguinale.
Le 3 avril 2003, Heydar Aliyev est devenu membre de l'Académie de Sécurité, de Défense et de Droit et Ordre.

## Fin de règne et succession
La santé de Heydar Aliyev commence à se détériorer en 1999, année où il doit subir un pontage coronarien aux États-Unis. Il subit ensuite une opération à la prostate, puis est opéré d'une hernie. En avril 2003, il s'évanouit au moment où il prononce un discours en direct à la télévision. Aliyev retourne aux États-Unis le 6 août pour faire traiter une insuffisance cardiaque et des problèmes rénaux. Il renonce finalement à se représenter à l'élection présidentielle d'octobre mais il nomme son propre fils, Ilham Aliyev, au poste de Premier ministre (qui, par conséquent, assurerait l'intérim de la fonction présidentielle en cas de décès) et l'adoube comme candidat à la présidence de la République.
Ilham Aliyev remporte l'élection du 15 octobre 2003, face à Issa Gambar (voir présidence d'Ilham Aliyev). La mort de Heydar Aliyev, moins de deux mois plus tard, le 12 décembre, marque la fin d'une ère dans la politique azerbaïdjanaise. Son nom a notamment été donné au principal aéroport du pays, l'aéroport international Heydar Aliyev de Bakou.

## Dans les films
En 2003, deux longs métrages consacrés à G. Aliyev - La marque noire de V. Mustafayev (avec Tadeusz Hook) et La vérité du moment de R. Fataliev (avec Alexander Baluyev) ont paru en Azerbaïdjan au 80ème anniversaire en 2003.
Le film Le Pacte d'amitié, tourné par la compagnie géorgienne Tbilisi Intermedia.

### Dans les événements publics
Depuis 2000, chaque année à Bakou, à la mémoire de Heydar Aliyev, se tient un festival appelé le «Festival des fleurs». Les vacances commencent le 10 mai, l'anniversaire de Heydar Aliyev et dure plusieurs jours. Traditionnellement, à l'époque des vacances dans le parc du nom de Heydar Aliyev, la Banque centrale de la République expose des compositions colorées de fleurs rares apportées au pays.
Du 9 mai au 13 mai 2012, la course cycliste internationale de la catégorie 2.2, jusqu'à 23 ans, s'est déroulée en Azerbaïdjan sous les auspices du Continental Tour de l'Union Cycliste Internationale (UCI) et dédiée à la mémoire de Heydar Aliyev. C'était la première course cycliste professionnelle dans l'histoire du sport azerbaïdjanais.
- Une avenue à Bakou et dans d'autres villes d'Azerbaïdjan, ainsi qu'à Amman (Jordanie) ;
- La rue à Ankara (Turquie), Astana (Kazakhstan) et Malgobek (Ingouchie, Russie) ;
- Parcs à Bakou et dans d'autres villes d'Azerbaïdjan, ainsi que dans les villes turques d'Ankara, Kartepe et Istanbul, Bucarest (Roumanie) ;
- Promenade à Hadera (Israël) ;
- Places de Heydar Aliyev à Tbilissi, Kiev, Astrakhan ;
- Le pont de Tarse (Turquie) ;
- La salle de concert, l'Académie du ministère de la Sécurité nationale, la plate-forme de forage, le sommet de la montagne Bachdag ;
- Heydar Aliyev Complexe sportif et de concert ;
- Centre Heydar Aliyev[53] ;
- La station Heydar Aliyev, dans l'Angoya (Bouriatie) ;
- Raffinerie de pétrole à Bakou ;
- Oléoduc Bakou-Tbilissi-Ceyhan ;
- Le lycée d'Igdir (Turquie) ;
- Les écoles secondaires d'Ankara et d'Astrakhan ;
- L'Institut international des sciences sociales de Kiev (entre à l'Académie interrégionale de l'administration du personnel)[54] ;
- Le musée de l'université nationale d'Eurasie L.N.Gumilev (Kazakhstan) ;
- Le 14 juin 2005, à Saint-Pétersbourg, rue Gorokhovaïa, une plaque commémorative a été inaugurée en l'honneur de Heydar Aliyev. Dans cette maison en 1949-1950 ans, il a étudié à l'école supérieure du ministère de la Sécurité publique de l'URSS. Le président de la république d'Azerbaïdjan, Ilham Aliyev, et le vice-gouverneur de Saint-Pétersbourg, Sergueï Tarassov, ont été autorisés à ouvrir la plaque commémorative ;
- La mosquée Heydar Aliyev à Bakou.

## Mémoire
Par ordre du président de la République d'Azerbaïdjan Ilham Aliyev, en l'honneur du 100e anniversaire de sa naissance, 2023 a été déclarée l'année de Heydar Aliyev en Azerbaïdjan.

## Honneurs
Tout au long de sa vie, Heydar Aliyev a reçu un certain nombre d'ordres et de médailles d'état, des prix internationaux, a été élu honorable docteur d'université dans de nombreux pays, dont l'ordre de Lénine à quatre reprises, l'ordre de l'Étoile rouge. Le 27 mars 1997 à Kiev, en Ukraine, Aliyev a reçu la plus haute distinction de l'Ukraine, l'ordre Yaroslav Mudry, et le 13 avril 1999, la plus haute distinction de la Turquie, la prime de paix de l'ordre Atatürk. Le 3 avril 2003, il a été élu professeur et membre autorisé de l'Académie de sécurité de la fédération de Russie, et a reçu par la suite la prime de Y.V.Andropov. Le 10 mai 2003, il a été décoré de l'ordre de Saint-Apôtre Andrey Pervozvanny, le prix suprême de la Russie,.

## Honneurs et Prix

### Union soviétique
- Héros du travail socialiste, deux fois (1979, 1983)
- Cinq ordres de Lénine
- ordre de la révolution d'Octobre
- ordre de l'étoile rouge
- ordre de la guerre patriotique, 1re classe
- médaille pour la défense du Caucase
- médaille pour la victoire sur l'Allemagne

### Autre
- Turquie : première classe de l'ordre de l'État de la république de Turquie (1997)[57]
- Russie : ordre de Saint-André (fédération de Russie) (10 mai 2003) - « pour sa grande contribution personnelle au renforcement de l'amitié et de la coopération entre la Russie et l'Azerbaïdjan »
- Ukraine : ordre du Prince Iaroslav le Sage, 1re classe (20 mars 1997) - « pour sa contribution exceptionnelle au développement de la coopération entre l'Ukraine et la république d'Azerbaïdjan et au renforcement de l'amitié entre le peuple ukrainien et le peuple azéri »
- Turquie : prix Atatürk pour la paix
- Ordre de Saint Serge de Radonège, 1re classe (ROC)
- Ordonnance « Cheikh-ul-Islam » (à titre posthume)
- Géorgie : ordre de la Toison d'Or (Géorgie)